# Helmuth Bögel

Scherenhexe von Helmuth Bögel (1997)

Helmuth Bögel (* 17. April 1927 in München; † 13. Juli 2019) war ein deutscher Geologe, Mineraloge und Scherenschnittkünstler.

## Leben
Helmuth Bögel studierte Geologie und wirkte nach seiner Dissertation und Promotion ab 1972 an der Technischen Universität München, wo er, zuletzt als Akademischer Direktor tätig, im Jahr 1993 in Pension ging.
Seine gemeinsam mit dem Geologen Klaus Schmidt verfasste und 1976 erschienene Kleine Geologie der Ostalpen erreichte überregionale Bekanntheit. In seinen Scherenschnitten griff er immer wieder geologische oder bergbauliche Motive auf und verband diese mit seiner Paradefigur, dem Adalbert.
Helmuth Bögel war bis 1953 aktiver Bergsteiger, wobei 1967 Das Liederbuch für Bergsteiger mit seinen Scherenschnitt-Illustrationen veröffentlicht wurde. Er war weiterhin Mitglied des Deutschen Scherenschnittvereins, für dessen Logo Scherenhexe er verantwortlich zeichnete.
Er war seit 1975 Korrespondent der Geologischen Bundesanstalt.

## Schriften und Werke (Auswahl)
Schriften
- Hellmuth Bögel[1] (mit Claus Caspari): Knaurs Mineralienbuch. Das Haus- und Handbuch für Freunde und Sammler von Mineralien. Droemer Knaur Verlag, München 1968
- Helmuth Bögel und Klaus Schmidt: Kleine Geologie der Ostalpen. Allgemein verständliche Einführung in den Bau der Ostalpen unter Berücksichtigung der angrenzenden Südalpen. Ott Verlag, Thun 1976

Werke
- mit Ruderich Lavan: Adalbert mit dem schwarzen Zylinder. Chur, Schleiden 1970
- Schmuddelpitt. Chur, Schleiden 1972